# Sue Myrick
Sue Wilkins Myrick, född 1 augusti 1941 i Tiffin, Ohio, är en amerikansk republikansk politiker. Hon representerade delstaten North Carolinas nionde distrikt i USA:s representanthus 1995–2013. Hon var borgmästare i Charlotte, North Carolina 1987–1991.
Myrick studerade vid Heidelberg College i Ohio 1959–1960. Hon efterträdde 1987 Harvey Gantt som borgmästare i Charlotte. Gantt hade varit den första afroamerikanen som stadens borgmästare och Myrick var den första kvinnan.
Myrick kandiderade i republikanernas primärval inför senatsvalet 1992. Hon förlorade mot Lauch Faircloth som sedan vann själva senatsvalet.
Kongressledamoten Alex McMillan kandiderade inte till omval i kongressvalet 1994. Myrick vann valet och efterträdde McMillan som kongressledamot i januari 1995.